# Ursula Schmiederer
Ursula Schmiederer (* 30. August 1936 in Stuttgart; † 31. Oktober 1989) war eine deutsche Politikwissenschaftlerin.

## Leben
Schmiederer absolvierte zwischen 1953 und 1955 eine Ausbildung zur Dolmetscherin und Wirtschaftsjournalistin an der Privaten Fachschule für das Dolmetschwesen in Stuttgart und machte 1961 ein Externenabitur. Sie studierte, nach ihrem Studiumbeginn an der Hochschule für Arbeit, Politik und Wirtschaft in Wilhelmshaven, ab 1962 an der Marburger Universität Politikwissenschaft, Soziologie und Volkswirtschaft. In Marburg war sie ab 1965 Assistentin von Wolfgang Abendroth und wechselte dann von 1968 bis 1970 zu Ernst-Otto Czempiel. Mitte der 1970er Jahre erhielt sie eine Professur an der Universität Osnabrück. Sie war die einzige Frau unter den Doktoranden Abendroths, der es gelang, diesen akademischen Weg einzuschlagen. 1970 hatte sie ein Habilitationsstipendium der Deutschen Forschungsgemeinschaft erhalten, das es ihr ermöglichte, in Marburg zu bleiben, und dabei nicht lehren zu müssen. Ihr Elternhaus war eine Arbeiterfamilie aus Stuttgart, ihr Bruder Rolf Schmiederer schlug ebenfalls eine akademische Karriere ein.
Schmiederers Wechsel zu Czempiel hatte auch zur Ursache, dass es von Seiten Abendroths zu Verstimmungen kam. Hintergrund waren theoretisch-analytische abweichende Einschätzungen zur Frage der Sinnhaftigkeit einer „Sammlung“ „aller [linken] Strömungen“ zu einer „sozialistischen Opposition“ nach dem Mord an Benno Ohnesorg im Juni 1967. Ferner daran anschließende Diskussionen zur Frage, ob diese Sammlung in Form einer neuen linken Partei geschehen solle. Hinzu kam, dass sich Schmiederer nach ihrer Promotion darum bemüht hatte, aus Marburg wegzugehen, um nicht mehr auf Abendroth „angewiesen“ zu sein, wie sie in einem Brief formulierte. Czempiel berichtet 2001 über Angriffe und Anfeindungen auf Schmiederer und ihren Bruder aus dem Institut von Abendroth. Trotz dieser Umstände unterstützte Abendroth Schmiederer bei ihrem Unterfangen, eine Professur zu erlangen.
Ab 1960 war Schmiederer im SDS organisiert, ab 1962/1963 fungierte sie als stellvertretende Bundesvorsitzende. Seit 1967 war sie verantwortliche Redakteurin der neuen kritik. Am Ende des Jahrzehnts war sie an der Gründung des Sozialistischen Büros beteiligt.
Schmiederer legte mit ihrer Promotion bei Abendroth, Czempiel und H. Mans, die sie 1967 abschloss und die zwei Jahre danach als Buch erschien, die erste deutschsprachige wissenschaftliche Arbeit über die Socialistisk Folkeparti vor. Schmiederer war, so urteilt der Historiker Detlef Siegfried, „[i]n der linkssozialistischen Intelligenz der Bundesrepublik [...] die wichtigste Vermittlerin skandinavischer und speziell dänischer Entwicklungen“. Das Buch wurde in skandinavischen Zeitschriften positiv besprochen, die dänische Übersetzung wurde 1974 realisiert. Auch hier war die Resonanz groß und das Buch war 1976 ausverkauft. Schmiederer wirkte als Übersetzerin, war vor allem in den 1960er und 1970er Jahren in Skandinavien aktiv und berichtete dort über die deutsche Linke und deren Entwicklung. Prägend hinsichtlich ihres Verhältnisses zu Skandinavien war 1956 ihr Besuch der Højskole in Helsingør. Schmiederer erwies sich in ihren Arbeiten und Berichten als linke Kritikerin der Verhältnisse und der innerlinken Entwicklungen in den skandinavischen Ländern.
Zu Beginn der 1970er Jahre verlagerte sich Schmiederers Fokus auf Debatten außerhalb der skandinavischen Länder. Ihre Themenfelder waren fortan die Internationalen Beziehungen und insbesondere die Außenpolitik der Sowjetunion. Sie arbeitete schwerpunktmäßig außerdem zum „globalen Zusammenhang von Imperialismus und Entwicklungsländern“.

## Veröffentlichungen

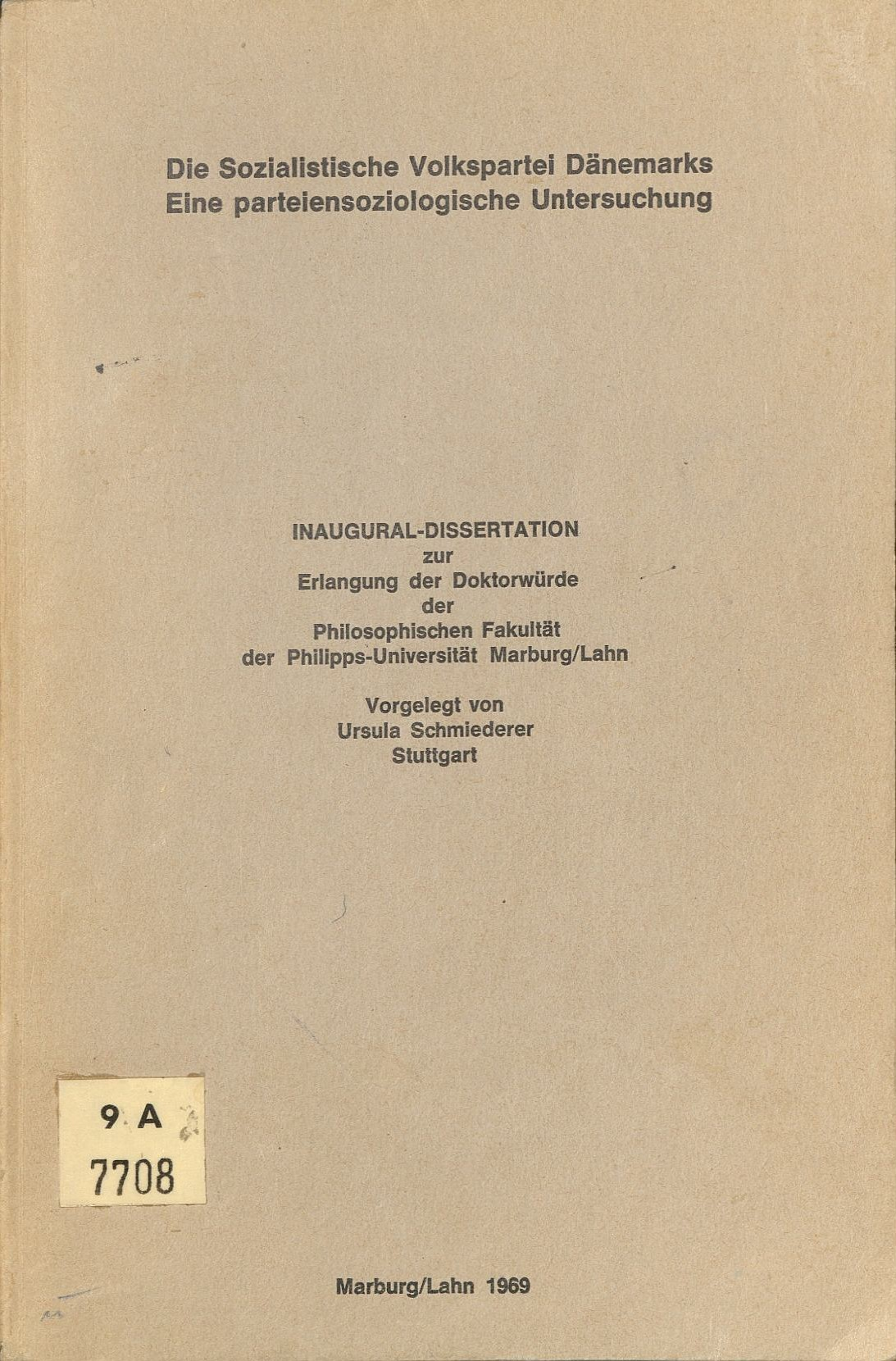
Dissertation 1967 als Hochschulschrift

- Die Sozialistische Volkspartei Dänemarks. Eine parteiensoziologische Untersuchung, Marburg 1967.
  - SF og den "tredie vej" til socialisme, Übersetzung ins Dänische Lena und Lilian Fluger.  Grenå : GMT, 1974
  - Die Sozialistische Volkspartei Dänemarks. Eine Partei der Neuen Linken, Verlag Neue Kritik, Frankfurt 1969. Zugl.: Marburg, Univ., Diss., 1967
- Zur sowjetischen Theorie der friedlichen Koexistenz, Verlag Neue Kritik, Frankfurt 1968.
- Spontanität und Massenaktion im "Wohlfahrtsstaat" : die schwedischen Streiks im Winter 1969/70. Deutsche Bearbeitung und Übersetzung aus dem Schwedischen Ursula Schmiederer. Verlag Neue Kritik, Frankfurt am Main, 1970.
- mit Rolf Schmiederer: Der neue Nationalismus in der politischen Bildung. Europäische Verlagsanstalt, Frankfurt am Main 1970.
- mit Rainer Rotermundt; Helmut Becker-Panitz: Die Sowjetunion und Europa : Gesellschaftsform und Außenpolitik der UdSSR. Campus, Frankfurt am Main 1979.
- Die Außenpolitik der Sowjetunion. Kohlhammer, Stuttgart 1980.